# Christine Mannhalter

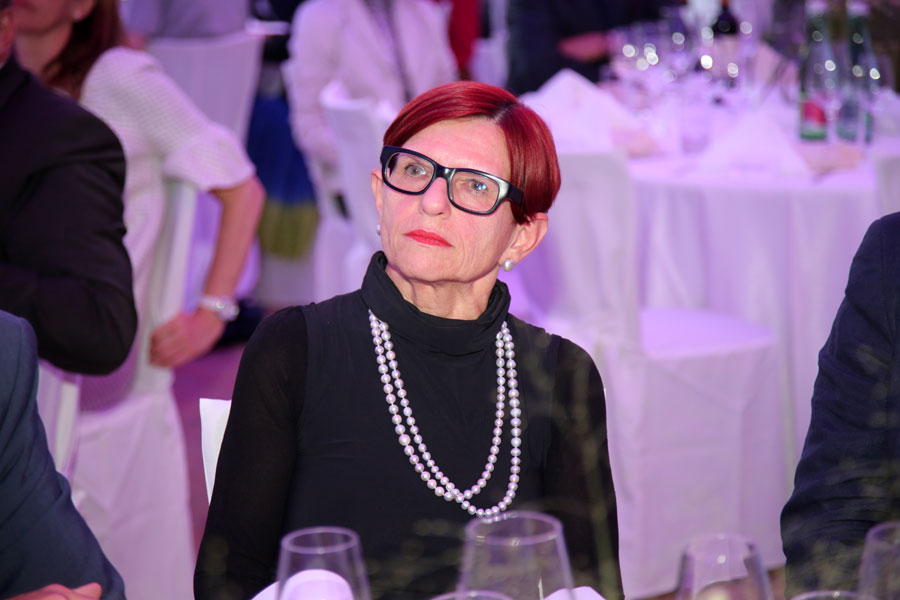
Christine Mannhalter bei der Verleihung des Wittgenstein-Preises im Jahr 2014

Christine Mannhalter (* 9. November 1948 in Hollabrunn) ist eine österreichische Biotechnologin, Hämatologin und Hochschullehrerin. Seit 2000 ist sie Professorin für Molekulare Diagnostik in der klinischen Chemie an der Medizinischen Universität Wien (bis 2004 Teil der Universität Wien). Ab 2010 war sie Vizepräsidentin des österreichischen Wissenschaftsfonds FWF, von August 2015 bis August 2016 führte sie diesen als Interimspräsidentin.

## Leben
Nach dem Gymnasium absolvierte Mannhalter ab 1966 ein Biotechnologie-Studium an der Universität Wien, welches sie 1974 mit der Diplomarbeit zum Thema Poly-[Alpha]-L-Glutaminsäure als Substrat bei der Untersuchung proteolytischer Enzyme abschloss. Von 1974 bis 1977 folgte ein Doktoratsstudium, in ihrer Dissertation beschäftige sie sich mit Studien am Prothrombinkomplex. Im Oktober 1977 ging sie als Postdoctoral Fellow an die University of Southern California Medical School. Anschließend war sie an der Universität Wien als Forschungsassistentin tätig, 1985 habilitierte sie sich in Klinischer Chemie. 1990 wurde sie außerordentliche Professorin, seit 2000 ist sie Professorin für Molekulare Diagnostik an der Medizinischen Universität Wien.
Ab 2010 fungierte sie als Vizepräsidentin des österreichischen Wissenschaftsfonds FWF. Ab dem 17. August 2015 führte sie diesen als Interimspräsidentin, nachdem die bisherige Präsidentin Pascale Ehrenfreund die Rolle der Vorstandsvorsitzenden des Deutschen Zentrums für Luft- und Raumfahrt übernommen hatte. Mannhalter leitete den FWF bis zum 31. August 2016. Im Mai 2016 wurde der Biologe Klement Tockner für vier Jahre zum Präsidenten des FWF gewählt. Von 2014 bis 2017 war sie Vorstandsvorsitzende der Österreichischen Agentur für wissenschaftliche Integrität (OeAWI).
Mannthaler ist seit 2000 Mitglied der Ethikkommission der Medizinischen Universität Wien, seit 2001 ist sie Mitglied der Bioethikkommission beim Bundeskanzleramt. Von 2003 bis 2007 war sie Vorsitzende der Gesellschaft für Thrombose- und Hämostaseforschung. Für die Zeitschrift Thrombosis and Haemostasis ist sie seit 2003 als Sektionseditorin tätig.
Mit 1. September 2016 übernahm sie den Vorsitz des Projekts Genom Austria, einem Citizen-Science-Projekt des Forschungszentrums für Molekulare Medizin der Österreichischen Akademie der Wissenschaften und der Medizinischen Universität Wien.
Ihre Forschungsschwerpunkte sind das Gerinnungssystem, die Diagnostik von Blutkrankheiten wie Hämophilie und Leukämie sowie genetische Einflussfaktoren bei vaskulären Erkrankungen wie Schlaganfall oder Venenthrombose. Sie hat über 270 Originalarbeiten veröffentlicht.

## Auszeichnungen
- 1977: Fulbright Fellowship[1]
- 1995: Wilhelm-Türk-Preis der Österreichischen Gesellschaft für Hämatologie[1]
- 1995: Alexander-Schmidt-Preis der Gesellschaft für Thrombose- und Hämostaseforschung[1]
- 2016: Preis der Stadt Wien für Medizinische Wissenschaften[12]

## Publikationen (Auswahl)
- Genetik verstehen: Grundlagen der molekularen Biologie, gemeinsam mit Fritz Wrba und Helmut Dolznig. Facultas, Wien 2007. ISBN 978-3-8252-8332-2